# Jacob Coene

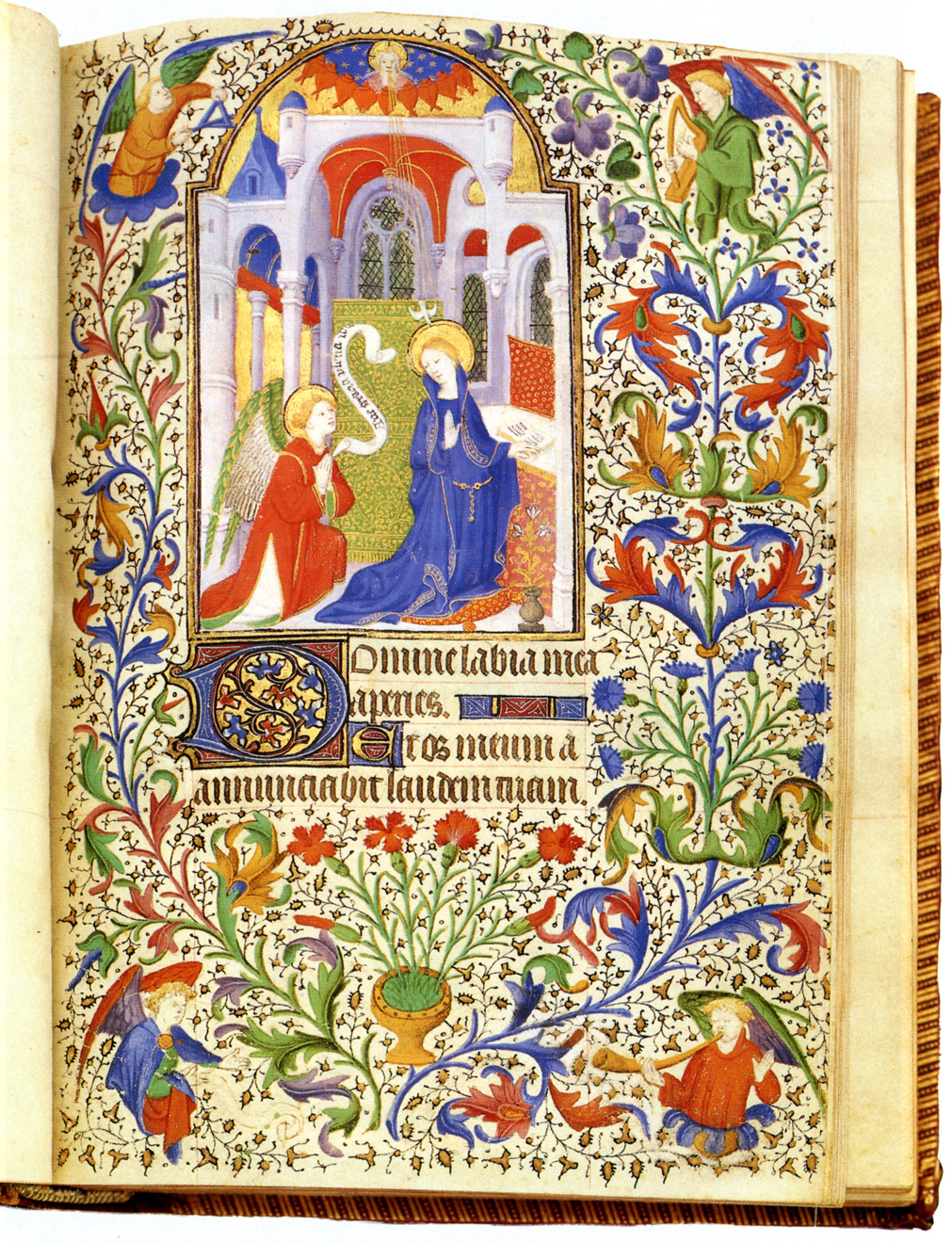
Een pagina uit het getijdenboek van Boucicaut.

Jacob Coene was een Vlaams schilder, miniaturist en architect afkomstig van Brugge die werkzaam was in Parijs in de periode van ca. 1405 – ca. 1430. Hij is uitsluitend gekend uit geschreven bronnen. In archiefdocumenten werd hij ook vermeld als magister Jacobus Cona de Bruges.  In de muur van de Brugse Onze-Lieve-Vrouwekerk, nabij de Sint-Bonifaciuspoort, is een herdenkingssteen voor Jacob Coene aangebracht die door Italië aan Brugge geschonken werd in 1925.

## Afkomst
De familie Coene in Brugge was een familie van kunstenaars. Uit de archieven kennen we een schilder Quinten Coene die in Brugge verbleef in 1363. Zijn zoon Jan Coene I was van 1391 tot 1407 de officiële stadsschilder in Brugge en ook zijn kleinzoon Jan Coene II was een kunstschilder. Jan I was tweemaal deken van de schildersgilde in Brugge. Jacob Coene maakte waarschijnlijk deel uit van deze familie, maar sporen daarvan zijn tot op heden niet teruggevonden in de Brugse archieven.

## Leven en werk
Een eerste bron lokaliseert hem in Parijs in 1398 waar hij met Giovanni Alcherio, een telg uit een belangrijke Milanese handelsfamilie, recepten deelde voor de samenstelling van kleuren voor het gebruik bij het schilderen en miniatuurschilderen. Alcherio hield in zijn notities bij met wie hij gesprekken had en hieruit weten we dat hij op 28 juli 1398 met Jacob Coene sprak. Alcherio beschrijft Coene als flamingus pictor, commorans tunc Parisiis en een belangrijke, al wat oudere verluchter. Alcherio gebruikte de informatie van Coene samen met technieken die hij geleerd had van Italiaanse en Franse schilders in zijn De coloribus ad pingendum dat hij publiceerde in 1411. Het originele manuscript is niet bewaard gebleven maar we kennen het werk uit een kopie van 1431 gemaakt door Jean Lebègue, griffier aan het Franse hof, bewaard in de Bibliothèque nationale de France in Parijs.

### Architect
Via een aanbeveling door Alcherio werd Jacob of Jacques Coene in 1399 naar Milaan uitgenodigd om te assisteren bij de bouw van de kathedraal in opdracht van de familie Visconti. Op 20 juli 1399 worden Coene, Jean Mignot en Jean Compagniosus aangesteld als inzignerii. Het contract over deze opdracht is bewaard gebleven en volgens dat contract kreeg Coene de opdracht om bouwtekeningen voor de gevel van de kathedraal te maken (designare ecclesiam a fundamento usque ad summitatem) van de fundamenten tot de top. Op 14 september 1399 wordt Coene voor het eerst betaald, maar daarna komt zijn naam niet meer voor in de archieven. Waarschijnlijk keerde Coene in 1400 terug naar Parijs. De tekeningen die hij gemaakt zou hebben voor de dom zijn spijtig genoeg niet bewaard gebleven. Een miniatuur die misschien gebaseerd is op de tekeningen van Coene is te vinden in een Alexanderroman in de British Library in Londen (MS. Royal 10 B XX). Ze toont her roosvenster van de Dom van Milaan en is van de hand van de Meester van de Harvard Hannibal, een leerling van de Boucicaut-meester, volgens sommigen een alias voor Jacob Coene.

### Miniaturist
Uit een rekening van 1407 blijk dat Jacob Coene 20 francs ontving van Jacues Raponde in 1404, in opdracht van de Bourgondische hertog Filips de Stoute, voor zijn werk aan een bijbel in het Frans en het Latijn. Coene werkte voor dit project samen met Ymbert Stanier en Jean Hainsselin van Hagenot (ook:Haincelin van Haguenau) die respectievelijk 24 en 16 francs ontvingen. In het contract wordt Coene peintre genoemd, de andere twee enlumineur. Deze bijbel, waarschijnlijk was het een Bible Moralisée is verloren gegaan. Sommige kunsthistorici associëren deze Haincelin van Haguenau met de Bedford-meester, een bekend miniaturist die frequent heeft samengewerkt met de Boucicaut-meester.

## Alias de Boucicaut-meester?
Maar ook al is Jacob Coene ons goed bekend uit archieven, is er geen werk van hem bewaard gebleven waarvan we uit de beschikbare documentatie kunnen opmaken dat het door hem gemaakt werd. Wel zijn er tal van kunsthistorici die hem vereenzelvigen met de Boucicaut-meester, een andere miniaturist die in Parijs werkte in dezelfde periode, maar de kunstwereld is hierover nog steeds verdeeld. Sommigen zijn zelfs vrij zeker dat deze associatie geen stand houdt: de associatie van Jacob Coene met de Boucicaut meester werd voor het eerst vooropgesteld door Paul Durrieu die zich baseerde op de vergelijkbaarheid met miniaturen in de Très belles heures du duc de Berry, getijden die werden afgewerkt in 1402. Durrieu schreef deze toe aan de Boucicaut-meester, maar deze toeschrijving wordt tegenwoordig niet meer geaccepteerd. Millard Meiss houdt het voor deze miniaturen bij Jacquemart de Hesdin, toeschrijving die vandaag algemeen aanvaard wordt.